# Brancourt-le-Grand
Brancourt-le-Grand é uma comuna francesa na região administrativa de Altos da França, no departamento de Aisne.